# Pavlína ze Schwarzenbergu
Paulina Karolina Iris z Arenbergu a Aerschotu (2. září 1774 Brusel – 1. července 1810 Paříž) byla šlechtična pocházející z rodu vévodů z Arenbergu, manželka knížete Josefa II. ze Schwarzenbergu, matka knížete Jana Adolfa II., ministerského předsedy Felixe ze Schwarzenbergu a pražského arcibiskupa Bedřicha. Zahynula během požáru na plese u příležitosti svatby císaře Napoleona a Marie Luisy.

## Život

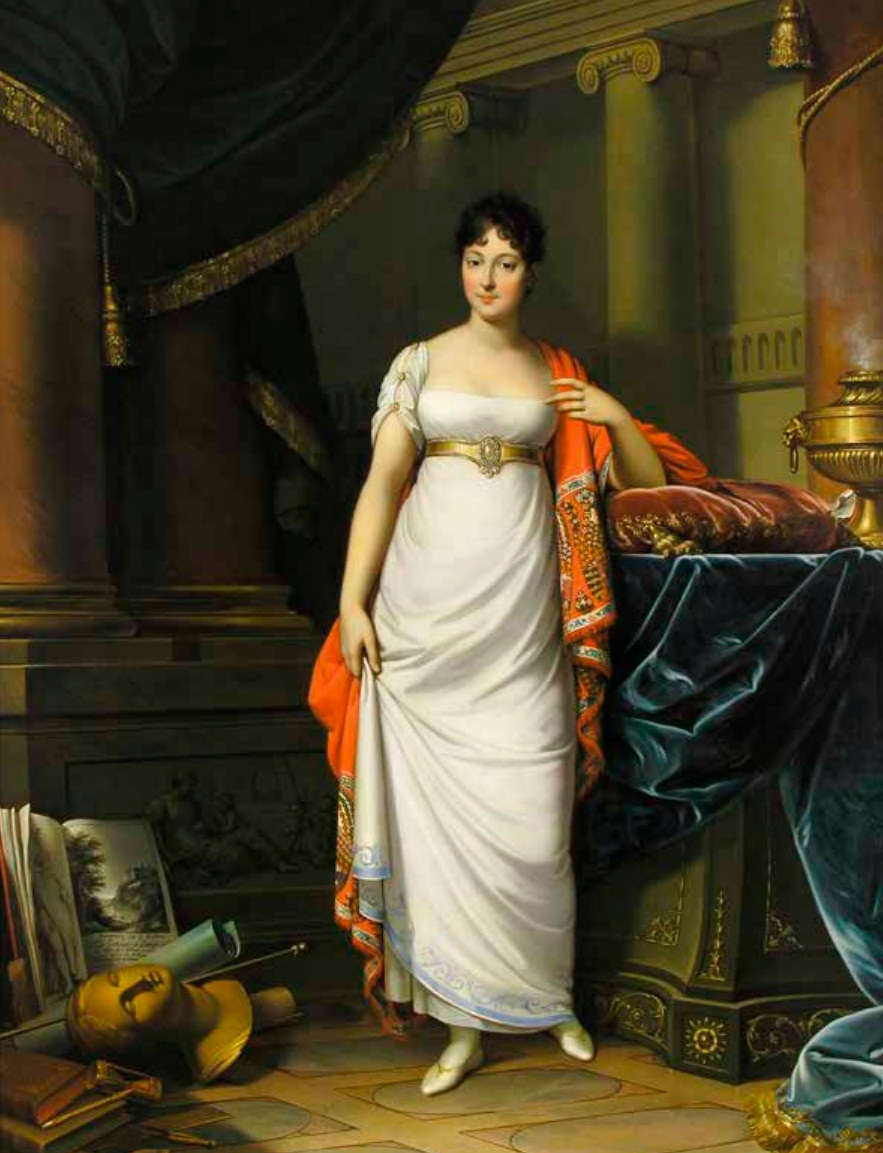

Erb Arenbergů

Narodila se jako nejstarší potomek vévody Ludvíka Engelberta z Arenbergu (1750–1820) a vévodkyně Luisy Pauliny de Brancas-Villars, hraběnky z Lauraguais. V mládí pobývala na zámku Heverlé v dnešní Belgii. Její vzdělávání se skládalo ze studia cizích jazyků, krasopisu, kreslení, hudby, tance, jízdy na koni a katechismu. Celé studium bylo zakončeno cestou po Evropě, která skončila v Paříži. Ze záznamů v jejím deníku, který si vedla, se dá vyčíst její velký zájem o umění a kulturu bydlení.
Pavlíniným manželem se v květnu roku 1794 stal kníže Josef Jan Nepomuk ze Schwarzenberku. Na jednu stranu to byl překvapivý sňatek, protože se očekávalo, že si Josef Jan Nepomuk vezme za manželku některou z vysoce postavených říšských šlechtičen. Na druhou stranu však vévodové z Arenberku patřili ke starobylým rodům a Ludvík Engelbert, otec Pavlíny, byl senátorem. Podle všeho se tedy jednalo o sňatek z rozumu, ovšem manželství bylo od počátku šťastné.
Během šestnácti let manželství se Pavlíně narodilo 10 dětí, šest dcer a čtyři synové, jeden syn se však narodil mrtvý. Nejstarší potomek přišel na svět již v roce 1796, tedy dva roky po svatbě. Zajímavé je, jak se ke svým dětem chovala. Všem totiž tykala a navíc od pátého potomka své děti i kojila, což v té době nebylo obvyklé. Při výchově svých dětí se snažila držet rad Jeana Jacquese Rousseaua, který ve svých dílech nastínil kult tzv. nouvelle mére („nové matky"). V roce 1803 nechala své děti očkovat proti neštovicím a zvláštní péči věnovala své tělesně postižené dceři Marii Matyldě. Pro děti navíc pořádala plesy zvané kinderbály. Z jejích devíti dětí byli tři synové. Jan Adolf se stal dědicem schwarzenberského primogeniturního majorátu, Felix, se stal diplomatem a později rakouským ministerským předsedou a nejmladší Bedřich kardinálem a pražským arcibiskupem.
Během výchovy svých dětí stále kreslila, malovala a od roku 1803 společně se svým učitelem, malířem Franzem Ferdinandem Runkem připravovala v grafické technice leptu pohledy na schwarzenberská panství a interiéry sídel. Runk také vyučoval její děti. Nadále udržovala kontakty s okolím pomocí korespondence. Měsíčně napsala nebo přijala kolem
třiceti dopisů. Často se také účastnila různých divadelních představení a plesů. na konci 18. století se do módy na společenské úrovni dostaly tzv. salóny, tedy polosoukromá setkání, která se konala v bytě některého z účastníků. Pavlína si velmi oblíbila především ty, kde mohla rozvíjet svůj intelekt – tedy salóny, jejichž program obsahoval politické či filosofické debaty. Angažovala se také v amatérském divadle, sama se také objevovala v některých rolích (např. v roce 1805 v roli anděla). Věnovala se také kreslení. Do současnosti se dochovala řada kreseb a rytin, které vytvořila během svých pobytů na zámcích Hluboká nad Vltavou či Červený Dvůr. Často také pobývala ve Vídni a na zámku Český Krumlov.
V roce 1810 odjela s manželem a dvěma dcerami do Paříže. Zde se v neděli 1. července zúčastnila plesu pořádaném na rakouském vyslanectví na počest sňatku Napoleona Bonaparta s rakouskou arcivévodkyní Marií Luisou. Organizátorem plesu byl rakouský velvyslanec a Pavlínin švagr Karel Filip Schwarzenberg. Rakouské vyslanectví se nacházelo v paláci Montesson postaveném pro madame de Montesson, milenku Ludvíka Filipa Orleánského, dnes roh ulic Rue La Fayette a soukromé komunikace Cité d'Antin v IX. obvodu, palác se nedochoval. Na zahradě stál dřevěný provizorní sál pro 1200–1500 hostů. V průběhu plesu byla převržena hořící svíčka, od které vypukl požár, při němž zahynulo nebo bylo těžce zraněno několik desítek lidí. Pavlína se snažila v hořícím sále najít svoje dvě dcery a zachránit je. Během hledání se však na ni zřítil strop a Pavlína byla na místě mrtvá. Její smrt byla zbytečná – obě dcery byly již v tu dobu venku v bezpečí.
Její manžel se již podruhé neoženil. Výchovy osiřelých Pavlíniných dětí se ujala jeho sestra Eleonora Žofie ze Schwarzenbergu.

### Rodina
Provdala se 25. května 1794 na zámku Heverlé v Belgii za Josefa II. Jana ze Schwarzenbergu (27. červen 1769 Vídeň – 19. prosinec 1833 Hluboká nad Vltavou), zakladatele schwarzenberské primogenitury, syna Jana Nepomuka I. ze Schwarzenbergu (3. červenec 1742 Postoloprty – 5. listopad 1789 Hluboká nad Vltavou) a jeho manželky (sňatek 14. červenec 1768) Marie Eleonory z Öttingen-Wallersteinu (22. květen 1747 Wallerstein – 25. prosinec 1797 Vídeň). Narodilo se jim 9 dětí (3 syny a 6 dcer), v době své tragické smrti čekala Paulina 10. dítě:
- 1. Marie Eleonora (21. 9. 1796 Vídeň – 12. 6. 1848 Praha, zastřelena)
  - ∞ (15. 6. 1817 Hluboká nad Vltavou) Alfréd kníže Windisch-Grätz (11. 5. 1787 Brusel – 21. 3. 1862 Vídeň)
- 2. Marie Paulina (20. 3. 1798 Vídeň – 18. 6. 1821 Vídeň)
  - ∞ (16. 6. 1817 Hluboká nad Vltavou) Eduard kníže Schönburg-Hartenstein (11. 10. 1787 – 16. 11. 1872)
- 3. Jan Adolf II. (28. 5. 1799 Vídeň – 15. 9. 1888 Hluboká nad Vltavou), 12. vévoda krumlovský a 7. kníže ze Schwarzenbergu
  - ∞ (23. května 1830 Vídeň) Eleonora Marie z Liechtensteinu (25. 12. 1812 Vídeň – 27. 7. 1873 Třeboň)
- 4. Felix (3. 10. 1800 Český Krumlov – 5. 4. 1852 Vídeň), rakouský ministerský předseda (1848–1852)
- 5. Ludovika Eleonora (8. 3. 1803 Vídeň – 24. 7. 1884 Bad Ischl)
  - ∞ (20. 10. 1823 Libějovice) Eduard kníže Schönburg-Hartenstein (11. 10. 1787 – 16. 11. 1872)
- 6. Marie Matylda (1. 4. 1804 Vídeň – 3. 11. 1886 Vídeň), v důsledku tělesného postižení se nikdy neprovdala
- 7. Marie Karolína (15. 1. 1806 Český Krumlov – 5. 5. 1875 Vídeň)
  - ∞ (27. 6. 1831 Vídeň) Ferdinand Karel kníže Bretzenheim-Regécz (10. 2. 1801 – 1. 8. 1855)
- 8. Marie Anna Berta (2. 9. 1807 Vídeň – 12. 10. 1883 Salcburk)
  - ∞ (10. 11. 1827 Hluboká nad Vltavou) August Longin kníže z Lobkowicz (15. 3. 1797 Praha – 17. 3. 1842 Vídeň)
- 9. Bedřich (6. 4. 1809 Vídeň – 27. 3. 1885 Vídeň), arcibiskup salcburský (1835–1850), 27. arcibiskup pražský (1850–1885), 15. primas český, kardinál (1842)